# Viaduc de Busseau

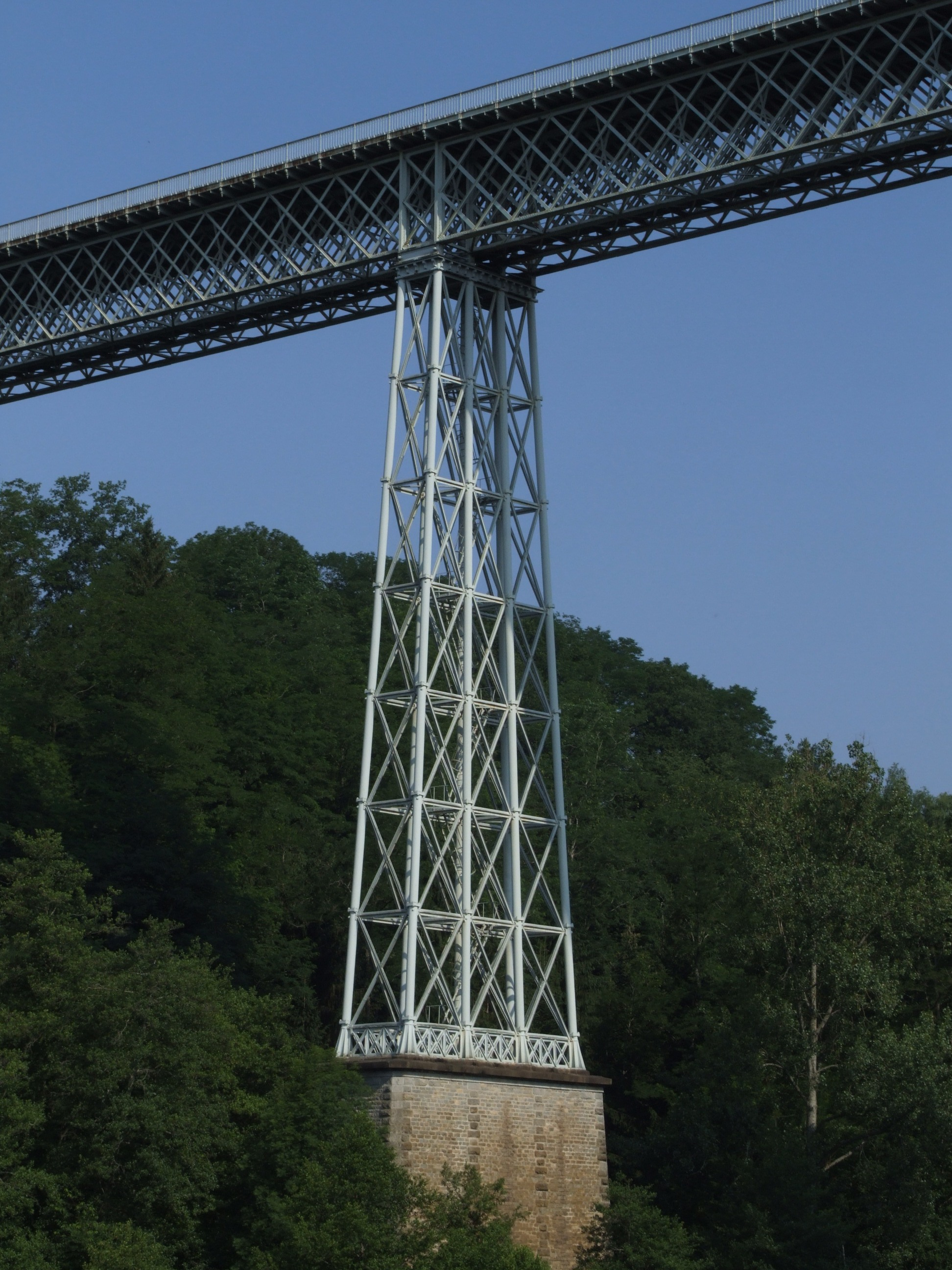
Une pile

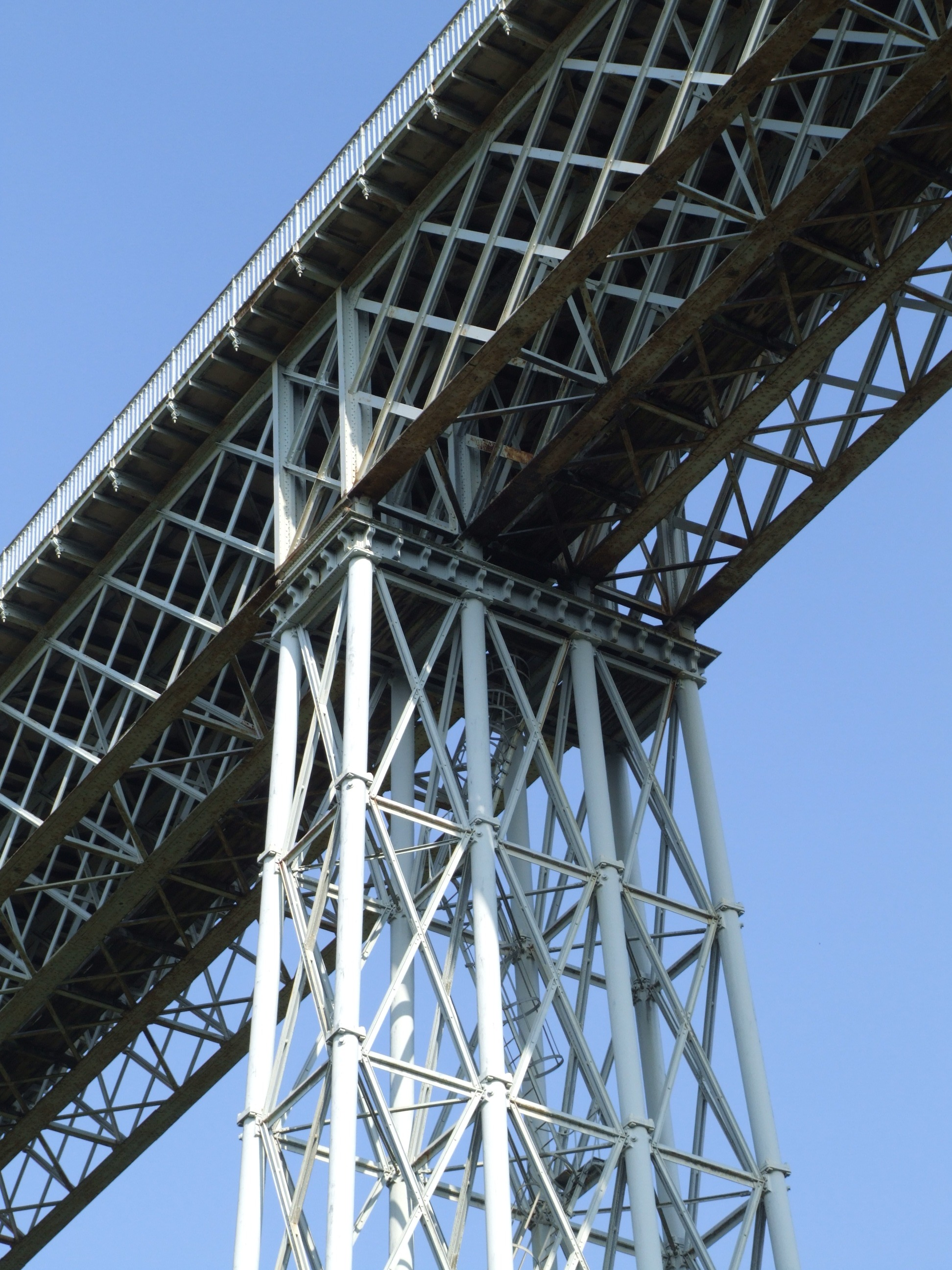
Tablier et tête de pile 8 colonnes de fonte et plan de contreventement tous les 4,50 m

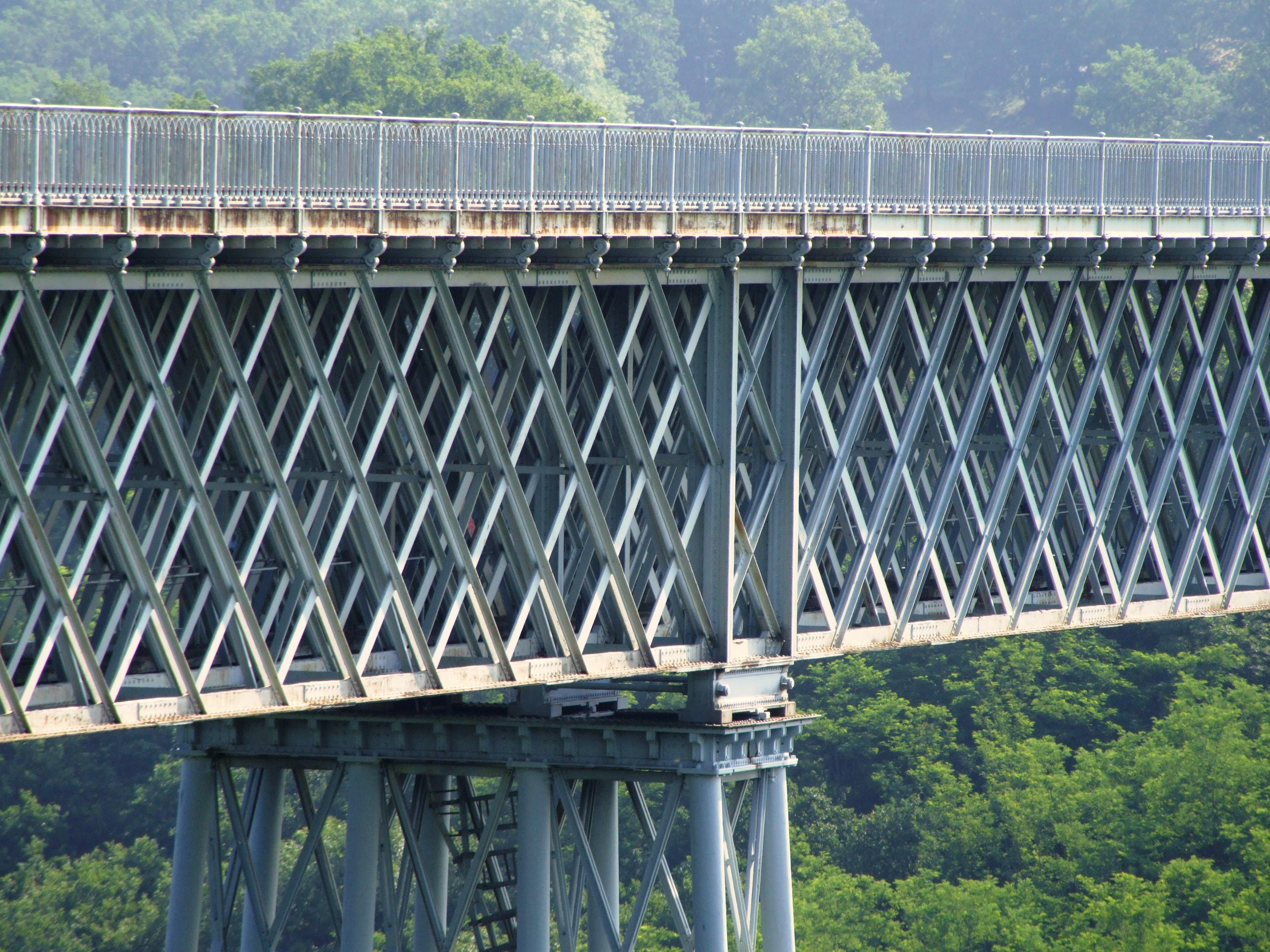
Pile de rive avec appui à rouleaux

Le viaduc de Busseau est un pont ferroviaire français situé sur les communes d'Ahun, de Pionnat  et de Cressat, dans le département de la Creuse, en région Nouvelle-Aquitaine.

## Localisation
Le viaduc de Busseau se trouve à la sortie est de la gare de Busseau-sur-Creuse. Il est situé sur les communes d'Ahun (partie occidentale), de Pionnat (partie centrale) et de Cressat (pour une faible partie orientale), dans le centre du département de la Creuse.

## Histoire
Le viaduc de Busseau, attribué sans raison à Gustave Eiffel, surplombe la Creuse de ses 57 m de haut et de ses 320 m de longueur. 
Il a été construit en un an de décembre 1863 à décembre 1864 par un consortium d'entreprises formé par Basile Parent, Pierre Schaken, Jules-César Houel et Ferdinand Caillet (qui ont fondé plus tard la Compagnie de Fives-Lille) et les Établissements Jean-François Cail sous la direction de Félix Moreaux. Le projet avait été dressé par Marie Thirion, Wilhelm Nördling et Charles Geoffroy qui étaient des ingénieurs de la Compagnie d'Orléans. 
Le projet avait été particulièrement suivi par Nördling qui avait auparavant été membre de la commission internationale qui avait établi le projet du viaduc de Grandfey sur la Sarine, en Suisse, premier viaduc ferroviaire métallique en Europe continentale, réalisé entre 1857 et 1862, transformé en 1925. Ce type de viaduc avait été inauguré par le viaduc de Crumlin (en) construit entre 1853 et 1857 (démonté en 1960), sur la ligne allant de Newport à Hereford (Grande-Bretagne), sous la direction de Thomas W. Kennard, sur les plans de Charles Liddel. Les piles en treillis métalliques ont été imaginées à partir du viaduc de Portage, aux États-Unis (Letchworth State Park (en)), réalisé en bois entre juillet 1851 et août 1852 (détruit par le feu en 1875), sous la direction de Silas Seymour (en).
La Compagnie d'Orléans s'est posée la question de savoir quelle solution choisir pour franchir une brèche de 338 m entre culées avec des piles de 57 m. La construction de Fribourg avait montré que le coût de sa construction était de moitié inférieur à celui d'un viaduc en maçonnerie. La Compagnie se décida donc de construire un ouvrage métallique. Deux problèmes ont alors été soulevés pour la conception de l'ouvrage : sa stabilité au vent transversal et son aspect.
La stabilité au vent transversal a été résolue par des barres d'ancrage placées à l'intérieur des colonnes des piles et ancrées dans les maçonneries de la base des piles et de la fondation. Par ailleurs, par prudence dans l'utilisation de la fonte pour les piles, la hauteur de la partie métallique des piles a été limitée à 30 m sous le tablier métallique. Le soubassement de la pile et la fondation est en maçonnerie.
La nécessité de nombreux arbalétriers pour assurer la stabilité de l'ouvrage avait montré sur les viaducs de Crumlin et de Fribourg que leur aspect n'était pas heureux. Pour trouver une solution, une maquette a été faite. Elle a montré que le problème était en partie réglé en évitant les surfaces gauches sur le pourtour de l'ouvrage et les arbalétriers à l'intérieur des piles. Il fut donc décidé que deux arbalétriers quelconques devaient se trouver à l'intérieur du même plan. 
Pour permettre la libre dilatation du tablier, il est monté sur les piles d'extrémité et sur les culées sur des appuis à rouleaux embiellés. Pour les autres piles, les appuis du tablier sont fixes. C'est la souplesse des piles qui permet la dilatation.
Le projet a été présenté le 17 novembre 1862 et approuvé par décision ministérielle le 4 mars 1863. Le chantier commence en janvier 1864.
Le tablier a été mis en place par lançage, c'est-à-dire construit sur une des rives, à terre, travée par travée, et poussé à sa place définitive en avançant le tablier d'une travée jusqu'à arriver sur la pile suivante pour laquelle le tablier sert de chemin de roulement à la grue permettant le montage des piles métalliques. Cette solution avait été utilisée pour la première fois en Europe par l'ingénieur Ferdinand Mathieu (1819-1895), ingénieur à la Compagnie du Creusot des Usines Schneider, sur le viaduc de Fribourg.
Le coût de l'ouvrage a été de 1 514 989 francs pour un prix estimé de 1 453 500 francs.
La ligne entre Busseau-sur-Creuse et Saint-Sulpice-Laurière a été ouverte à la circulation le 21 novembre 1864 jusqu'à la gare de Busseau-sur-Creuse. Le 29 décembre 1864 est mise en service la section entre Busseau-d'Ahun et Fournaux, premier section de l'embranchement vers Aubusson. Le 23 décembre 1864, le montage du tablier étant terminé permet le raccordement de la ligne au-dessus du viaduc et la circulation d'un premier train qui transporte MM. Breville, inspecteur général des ponts et chaussées, Dufresne et Gonnaud, ingénieurs en chef des ponts et chaussées, Nördling, ingénieur en chef de la Compagnie d'Orléans, avec d'autres employés. La ligne Montluçon-Saint-Sulpice-Laurière n'a été ouverte dans sa totalité que le 4 février 1865.
En 1905, le viaduc reçoit un platelage en béton armé. Les piles sont réparées en 1944 et 1945 des dégâts subis pendant la guerre.
C'est un viaduc ferroviaire métallique conçu pour deux voies avec un tablier à quatre poutres, aujourd'hui à voie unique. Juste après le viaduc, la ligne de Busseau-sur-Creuse à Ussel (aujourd'hui limitée à Felletin) se sépare de la ligne de Montluçon à Saint-Sulpice-Laurière.
Le pont a été inscrit comme Monument historique le 15 janvier 1975.

## Dimensions principales
- longueur totale du tablier métallique : 286,50 m
- nombre de travées : 6
- portées des travées : 45,25 - 4 x 50,00 - 41,25 m
- largeur du tablier : 8 m
- hauteur des poutres métalliques : 4,50 m
- hauteur maximale de l'ouvrage : 56,50 m
- hauteur totale maximale entre le dessus du soubassement en maçonnerie et les rails : 38,90 m
- hauteur du soubassement : 12,00 + 5,60 m
- largeur du soubassement au niveau de l'appui de la partie métallique : 12,60 m
- la partie métallique est divisée par 7 niveaux de triangulation distants de 4,50 m

Le tablier métallique est encadré par deux culées en maçonnerie mesurant 36,20 m et 16,00 m.